# نگی‌تورو

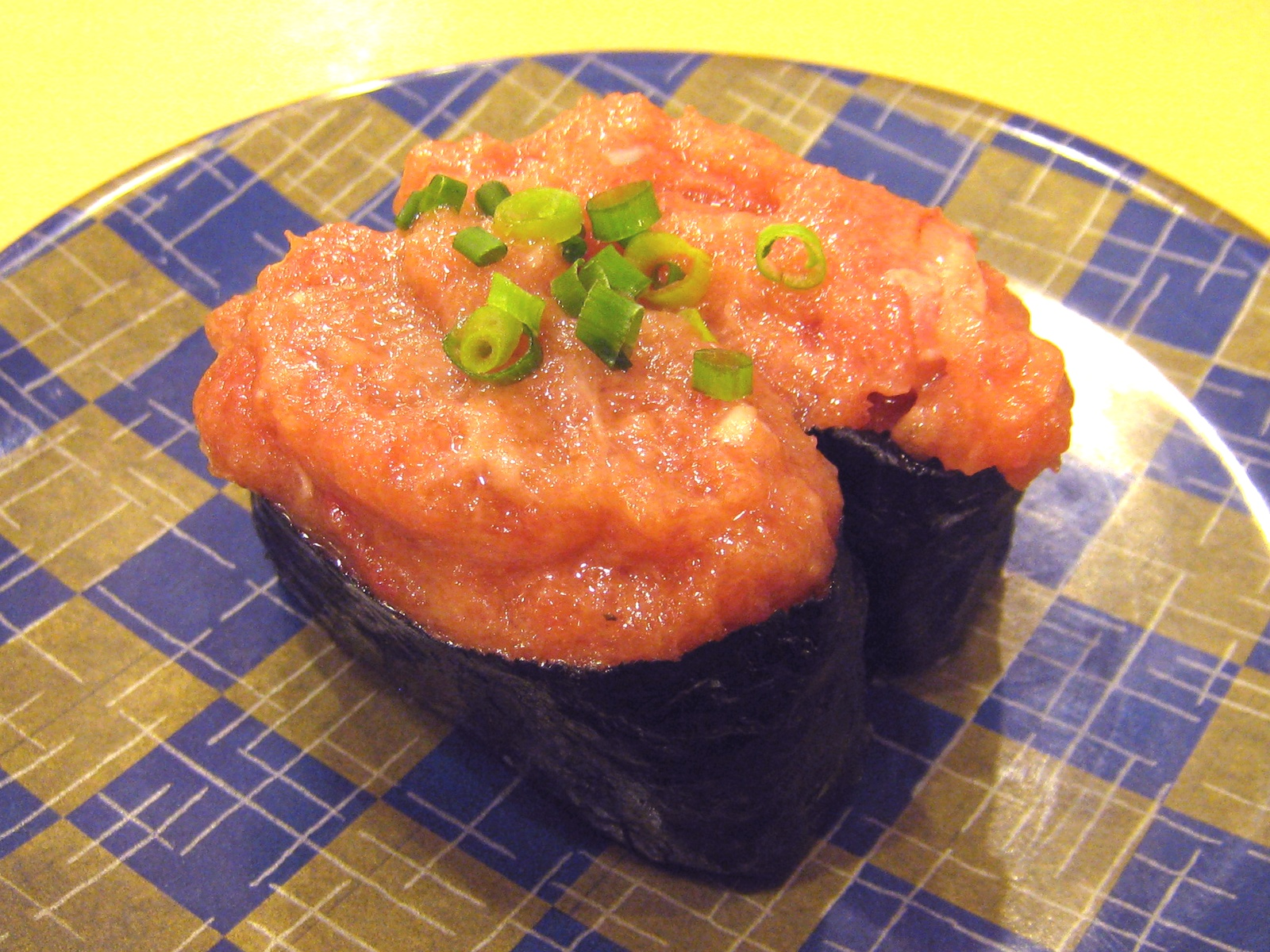
نگی‌تورو، به شکل گونکان‌ماکی

نگی‌تورو (به ژاپنی: ネギトロ Negitoro) یکی از عناصر غذایی سوشی یا نتاست. نگی توری خمیری است که از خورد کردن ماهی تن یا ماگورو به دست می‌آید و بر روی آن نگی قرار می‌گیرد. از نگی تورو برای درست کردن گونکان‌ماکی، نوری‌ماکی (از نوع رول نازک سوشی) ته‌ماکی و دون بوری استفاده می‌شود.